# Sinningia aghensis
Sinningia aghensis är en tvåhjärtbladig växtart som beskrevs av Chautems. Sinningia aghensis ingår i släktet Sinningia och familjen Gesneriaceae. Inga underarter finns listade i Catalogue of Life.